# 木里灰岩黄芩
木里灰岩黄芩（学名：Scutellaria forrestii var. muliensis）为唇形科黄芩属下的一个变种。

## 扩展阅读
- 維基物種上的相關：木里灰岩黄芩